# رينتون (واشنطن)
رينتون (بالإنجليزية: Renton)‏ هي إحدى مدن ولاية واشنطن في الولايات المتحدة الأمريكية.

## التركيبة السكانية
حدّد مكتب تعداد الولايات المتحدة بيانات التركيبة السكانية لرينتون في تعداد الولايات المتحدة. في ما يلي، التركيبة السكانية حسب تعدادي 2000 و2010.

### تعداد عام 2000
بلغ عدد سكان رينتون 50,052 نسمة بحسب تعداد عام 2000، وبلغ عدد الأسر 21,708 أسرة وعدد العائلات 12,234 عائلة مقيمة في المدينة. في حين سجلت الكثافة السكانية 765.8 نسمة لكل كيلومتر مربع (1,983.4/ميل2). وبلغ عدد الوحدات السكنية 22,676 وحدة بمتوسط كثافة قدره 346.9 لكل كيلومتر مربع (898.5/ميل2).
وتوزع التركيب العرقي للمدينة بنسبة 68.14% من البيض و8.47% من الأمريكيين الأفارقة و0.72% من الأمريكيين الأصليين و13.37% من الأمريكيين ذوي الأصول الآسيوية و0.50% من سكان جزر المحيط الهادئ و4.24% من الأعراق الأخرى و4.57% من عرقين مختلطين أو أكثر و7.63% من الهسبانيون أو اللاتينيون من أي عرق.
بلغ عدد الأسر 21,708 أسرة كانت نسبة 29.1% منها لديها أطفال تحت سن الثامنة عشر تعيش معهم، وبلغت نسبة الأزواج القاطنين مع بعضهم البعض 40.9% من أصل المجموع الكلي للأسر، ونسبة 10.8% من الأسر كان لديها معيلات من الإناث دون وجود شريك، بينما كانت نسبة 4.7% من الأسر لديها معيلون من الذكور دون وجود شريكة وكانت نسبة 43.6% من غير العائلات. تألفت نسبة 34% من أصل جميع الأسر من عدة أفراد يعيشون في نفس المنزل ونسبة 8.1% كانت تتألف من شخص يعيش بمفرده يبلغ من العمر 65 عاماً أو أكثر. وبلغ متوسط حجم الأسرة المعيشية 2.29، أما متوسط حجم العائلات فبلغ 2.96.
بلغ العمر الوسطي للسكان 34.0 عاماً. وكانت نسبة 21.7% من القاطنين تحت سن الثامنة عشر، وكانت نسبة 10.2% بين الثامنة عشر والرابعة والعشرين عاماً، ونسبة 36.8% كانت واقعةً في الفئة العمرية ما بين الخامسة والعشرين والرابعة والأربعين عاماً، ونسبة 20.7% كانت ما بين الخامسة والأربعين والرابعة والستين، ونسبة 9.7% كانت ضمن فئة الخامسة والستين عاماً فما فوق. يوجد لكل 100 أنثى 99.1 ذكر، ويوجد لكل 100 أنثى في الثامنة عشر من عمرها فما فوق 97.2 ذكر.
بلغ متوسط دخل الأسرة في المدينة 41,647 دولارًا، أما متوسط دخل العائلة فبلغ 51,892 دولارًا. وكان متوسط دخل الذكور 40,549 دولارًا مقابل 29,964 دولارًا للإناث. وسجل دخل الفرد الخاص بالمدينة 23,089 دولارًا. وكانت نسبة 7.6% من العائلات ونسبة 10.7% من السكان تحت خط الفقر، وكان من هؤلاء نسبة 14.5% تحت سن الثامنة عشر ونسبة 11.1% في الخامسة والستين من العمر وما فوق.

### تعداد عام 2010
بلغ عدد سكان رينتون 90,927 نسمة بحسب تعداد عام 2010، وبلغ عدد الأسر 36,009 أسرة وعدد العائلات 21,849 عائلة مقيمة في المدينة. في حين سجلت الكثافة السكانية 1,391.2 نسمة لكل كيلومتر مربع (3,603.2/ميل2). وبلغ عدد الوحدات السكنية 38,930 وحدة بمتوسط كثافة قدره 595.6 لكل كيلومتر مربع (1,542.6/ميل2).
وتوزع التركيب العرقي للمدينة بنسبة 54.64% من البيض و10.63% من الأمريكيين الأفارقة و0.66% من الأمريكيين الأصليين و21.22% من الأمريكيين ذوي الأصول الآسيوية و0.75% من سكان جزر المحيط الهادئ و6.24% من الأعراق الأخرى و5.85% من عرقين مختلطين أو أكثر و13.14% من الهسبانيون أو اللاتينيون من أي عرق.
بلغ عدد الأسر 36,009 أسرة كانت نسبة 32.4% منها لديها أطفال تحت سن الثامنة عشر تعيش معهم، وبلغت نسبة الأزواج القاطنين مع بعضهم البعض 43.2% من أصل المجموع الكلي للأسر، ونسبة 11.9% من الأسر كان لديها معيلات من الإناث دون وجود شريك، بينما كانت نسبة 5.5% من الأسر لديها معيلون من الذكور دون وجود شريكة وكانت نسبة 39.3% من غير العائلات. تألفت نسبة 30.3% من أصل جميع الأسر من عدة أفراد يعيشون في نفس المنزل ونسبة 7.9% كانت تتألف من شخص يعيش بمفرده يبلغ من العمر 65 عاماً أو أكثر. وبلغ متوسط حجم الأسرة المعيشية 2.51، أما متوسط حجم العائلات فبلغ 3.16.
بلغ العمر الوسطي للسكان 35.2 عاماً. وكانت نسبة 23.2% من القاطنين تحت سن الثامنة عشر، وكانت نسبة 8.7% بين الثامنة عشر والرابعة والعشرين عاماً، ونسبة 33.6% كانت واقعةً في الفئة العمرية ما بين الخامسة والعشرين والرابعة والأربعين عاماً، ونسبة 24.4% كانت ما بين الخامسة والأربعين والرابعة والستين، ونسبة 10.1% كانت ضمن فئة الخامسة والستين عاماً فما فوق. وتوزع التركيب الجنسي للسكان بنسبة 49.5% ذكور و50.5% إناث.

## المناخ
يظهر الجدول التالي التغييرات المناخية على مدار السنة لرينتون:
| البيانات المناخية لـرينتون        | البيانات المناخية لـرينتون | البيانات المناخية لـرينتون | البيانات المناخية لـرينتون | البيانات المناخية لـرينتون | البيانات المناخية لـرينتون | البيانات المناخية لـرينتون | البيانات المناخية لـرينتون | البيانات المناخية لـرينتون | البيانات المناخية لـرينتون | البيانات المناخية لـرينتون | البيانات المناخية لـرينتون | البيانات المناخية لـرينتون | البيانات المناخية لـرينتون |
| الشهر                             | يناير                      | فبراير                     | مارس                       | أبريل                      | مايو                       | يونيو                      | يوليو                      | أغسطس                      | سبتمبر                     | أكتوبر                     | نوفمبر                     | ديسمبر                     | المعدل السنوي              |
| --------------------------------- | -------------------------- | -------------------------- | -------------------------- | -------------------------- | -------------------------- | -------------------------- | -------------------------- | -------------------------- | -------------------------- | -------------------------- | -------------------------- | -------------------------- | -------------------------- |
| الدرجة القصوى °ف (°م)             | 64 (18)                    | 71 (22)                    | 81 (27)                    | 86 (30)                    | 92 (33)                    | 100 (38)                   | 104 (40)                   | 99 (37)                    | 96 (36)                    | 86 (30)                    | 74 (23)                    | 69 (21)                    | 104 (40)                   |
| متوسط درجة الحرارة الكبرى °ف (°م) | 43 (6)                     | 47 (8)                     | 54 (12)                    | 61 (16)                    | 67 (19)                    | 72 (22)                    | 79 (26)                    | 80 (27)                    | 73 (23)                    | 62 (17)                    | 52 (11)                    | 45 (7)                     | 61 (16)                    |
| متوسط درجة الحرارة الصغرى °ف (°م) | 32 (0)                     | 35 (2)                     | 39 (4)                     | 42 (6)                     | 47 (8)                     | 53 (12)                    | 56 (13)                    | 57 (14)                    | 51 (11)                    | 44 (7)                     | 39 (4)                     | 34 (1)                     | 44 (7)                     |
| أدنى درجة حرارة °ف (°م)           | −10 (−23)                  | −5 (−21)                   | 10 (−12)                   | 25 (−4)                    | 27 (−3)                    | 33 (1)                     | 38 (3)                     | 34 (1)                     | 28 (−2)                    | 24 (−4)                    | −1 (−18)                   | 3 (−16)                    | −10 (−23)                  |
| الهطول إنش (مم)                   | 5.3 (130)                  | 4.5 (110)                  | 4.1 (100)                  | 2.9 (74)                   | 2.1 (53)                   | 1.7 (43)                   | 0.9 (23)                   | 1.2 (30)                   | 1.8 (46)                   | 3.4 (86)                   | 6.1 (150)                  | 5.8 (150)                  | 37.1 (940)                 |
| المصدر: Weather.com               |                            |                            |                            |                            |                            |                            |                            |                            |                            |                            |                            |                            |                            |

## أعلام
- واين كودي
- إميلي روز
- توني روتين
- أفيري غاريت
- زاك لافين
- جاكوب يانغ
- ريان ملجريني